# 老莱子
老莱子，老姓，但已失其名，所以叫他為老莱子，春秋時代楚國人，為《二十四孝》中戲彩娛親的主角。《史记》将他记载在《老子韩非列传》，说他曾著书十五篇，言道家之用，司马迁怀疑老莱子可能是老子，但又不能肯定。

## 個人生平

### 戲彩娛親
老萊子對於奉養雙親，總是想盡辦法給他們很甘甜和柔脆的食物。雖然已經七十歲，但從不會說自己老，其中《禮記》記載：“父母在，互言不稱老”。而且經常穿著一些五彩斑斕的衣服，故意裝作小孩的形態，在雙親眼前戲舞、戲弄小鳥，做出孩兒玩耍的樣子，想逗爹娘開心；另外曾取兩桶水挑到堂上來，故意跌倒在地上，便裝出小孩般地大哭起來，娛悅他的父母。後來以「老萊衣」比喻對老人的孝順。唐代詩人孟浩然曾作詩曰：“明朝拜嘉慶，須著老萊衣。”

### 不願出仕
《战国策》提到老莱子教过孔子。錢穆說：孔子見的可能是老萊子，不是老聃。《庄子·外物》提到老莱子的弟子出去砍柴，遇見孔子。弟子回去稟報，老莱子让他把孔子喊来，很不客气地當面訓斥孔子。《孔叢子》記錄老莱子与孔子學生子思的談話。但《孔丛子》本為伪作，內容不足信。老莱子認為擔官此事為「受他人官祿、為人所制」，所以隱居山林。楚惠王五十年（前479年），楚國白公勝起兵作亂，繼而陳國南侵，為了避開這場戰亂，使老萊子帶領妻子逃到紀南城向北一百餘里的蒙山之陽。後來楚惠王搭上駕車前往，迎接老萊子到郢都出任官職，輔助國政。可是他謝絕地說：「仆野山之人，不足守政。」為了避免楚惠王再來聘求，決定棄去茅舍，渡過長江，到江陵之長江以南地區隱居。《汉子·艺文志》載《老莱子十六篇》，久佚。

## 評價

### 正面
- 《二十四孝》詩曰：「戏舞学娇痴，春风动彩衣。双亲开口笑，喜气满庭闱。」

### 負面
- 鲁迅《朝花夕拾·二十四孝图》：“其中最使我不解，甚至于发生反感的，是‘老莱娱亲’和‘郭巨埋儿’两件事。……而招我反感的便是‘诈跌’。……师觉授《孝子传》云，‘老莱子……常衣斑斓之衣，为亲取饮，上堂脚跌，恐伤父母之心，僵仆为婴儿啼。’（《太平御览》四百十三引）较之今说，似稍近于人情。不知怎地，后之君子却一定要改得他‘诈’起来，心里才能舒服。”

## 影視
- 2016年《老莱子传奇》：羅家英飾老萊子